# شرطة الأخلاق

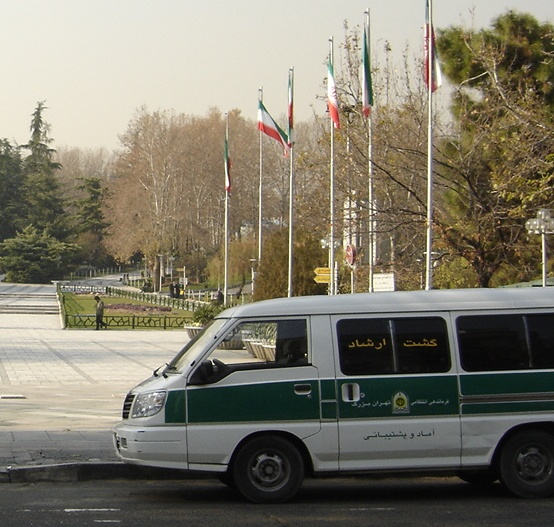
دوريّة توجيه أمامَ حديقة الشعب في طهران

دوريات التوجيه (بالفارسية: گشت ارشاد) وتُعرف أيضًا باسمِ شرطة الأخلاق أو شرطة الآداب، هي قوّة تأسّست في عام 2005 لإنفاذ القانون بجمهورية إيران الإسلامية من خلال اعتقال المخالِفين لقانون اللباس أو الذين يرتدونَ «ملابس غير لائقة». وفي يوم 4 ديسمبر سنة 2022، ذكرت وسائل إعلام عن وكالة أنباء "إيلنا" العمالية أن المدعي العام الإيراني قال إن شرطة الأخلاق أُلغيت.[بحاجة لمصدر أفضل] بعد شهرين ونصف شهر من مقتل lish Hldkd.
المسؤول عن مقتل مهسا أميني

## نظرة عامّة
تتكون دوريات التوجيه من عربة نقل مُجهزة بطاقم من الذكور الذين يراقبون النساء – والرجال أحيانًا – في الأماكن العامة المزدحمة كمراكز التسوق والساحات ومحطات مترو الأنفاق ثمّ تقوم باعتقال كل من تُخالف «اللبس العام» وبالأخص الحجاب. عندَ اعتقالِ «مخالفةٍ» ما؛ يتمّ نقلها مُباشرةً إلى منشأة إصلاحية أو إلى مركز للشرطة وتُلقى على مسامعهَا محاضرة حول كيفية ارتداء الملابس ثمّ يُطلق سراحها في نفسِ اليوم في العادة بعدَ حضور أحد أفراد العائلة وغالبًا ما يكون ذكرًا. جديرٌ بالذكر هنا أنّ دوريات التوجيه تقومُ في عيد الأم الإيراني بتفريقِ الزهور على النساء اللاتي يرتدينَ الشادور كنوعٍ من الشكر والدعم لهنّ.

## الجدَل
تُعدّ شرطة الأخلاق مسألة مثيرة للجدل في إيران حيثُ يؤيدها بعض المسؤولون باعتبارها شرطة إسلامية تعملُ على الأمر بالمعروف والنهي عن المنكر، فيما يُعارضها آخرون على أساسِ أنّ الشرطة يجب أن تحترم حرية المواطنين وكرامتهم، وأن تعملَ على تطبيق القانون بدلَ الشريعة. انتُقدت شرطة الأخلاق من قِبل فئة من المواطنين الذين اعتبروها غير إسلاميّة ودخيلة على الدين، فيما يُحاول آخرون الدفاع عنها بالقول أن الأهم في دوريات التوجيه هي الفكرة القائمة على الاتزام المتبادل بدلَ الالتزام من جانبٍ واحد. لدى دوريات التوجيه سجّل سيئ نوعًا ما في إيران خاصّة عندما يتعلّق الأمر بالنساء حيثُ قامت بمضايقتهنّ في عدّة مناسبات بسبب اللباس أو الحِجاب؛ بل إنّ شرطة الأخلاق قد رفضت مساعدة سيّدة إيرانية كانت قد تعرضت للضرب في نيسان/أبريل من عام 2018.

## الفشل
أعلنَ مركز الأبحاث في البرلمان الإيراني في عام 2015 أن خطة دوريات الإرشاد قد فشلت بسببِ تجاهل رغبات الناس ومطالبهم ووَصف المركز نتائجها بأنها «سلبية». وبحلول 27 كانون الأول/ديسمبر 2017 قالَ العميد حسين رحيمي رئيس 'شرطة طهران الكبرى «إنّ قوة إنفاذ القانون في جمهورية إيران الإسلامية لن تقومَ بنقلِ المخالفين للقيم الإسلاميّة إلى مراكز الاعتقال كما لن ترفعَ أيّ قضية قانونية بحقهم ولن تُرسلهم للمحكمة لكنها بدلاً من ذلك ستُقدّم فصولًا تعليمية للمخالفين لإصلاح سلوكهم.»